# Monte Alto, Tequixquiac
Monte Alto är en ort i Mexiko.   Den ligger i kommunen Tequixquiac och delstaten Mexiko, i den sydöstra delen av landet, 60 km norr om huvudstaden Mexico City. Monte Alto ligger 2 303 meter över havet och antalet invånare är 188.
Terrängen runt Monte Alto är kuperad norrut, men söderut är den platt. Runt Monte Alto är det ganska tätbefolkat, med 207 invånare per kvadratkilometer. Närmaste större samhälle är Zumpango, 14,2 km söder om Monte Alto. Trakten runt Monte Alto består till största delen av jordbruksmark.